# Epiphany (album)
Epiphany är det andra albumet från rapparen T-Pain. Den släpptes 5 juni 2007 i USA och lade sig som etta på den amerikanska Billboard 200 listan och har sålt platinum.   

## Låtlista
| Nr | Titel                                     | Gästartist(er)            | Längd |
| -- | ----------------------------------------- | ------------------------- | ----- |
| 1  | "Tallahassee Love (Intro)"                | J Lyriq                   | 2:04  |
| 2  | "Church"                                  |                           | 4:01  |
| 3  | "Tipsy"                                   |                           | 3:09  |
| 4  | "Show U How"                              |                           | 3:14  |
| 5  | "I Got It"                                |                           | 1:54  |
| 6  | "Suicide"                                 |                           | 2:58  |
| 7  | "Bartender"                               | Akon                      | 3:58  |
| 8  | "Backseat Action"                         | Shawnna                   | 3:39  |
| 9  | "Put it Down"                             | Ray L                     | 3:40  |
| 10 | "Time Machine"                            |                           | 2:52  |
| 11 | "Yo Stomach"                              | Tay Dizm                  | 4:18  |
| 12 | "Buy U a Drank (Shawty Snappin')"         | Yung Joc                  | 3:48  |
| 13 | "69"                                      | Jay Lyriq                 | 3:25  |
| 14 | "Reggae Night"                            |                           | 1:37  |
| 15 | "Shottas"                                 | Kardinal Offishall & Cham | 3:14  |
| 16 | "Right Hand"                              |                           | 3:13  |
| 17 | "Sounds Bad"                              |                           | 5:05  |
| 18 | "Calm The Fuck Down" (Itunes Bonus Track) |                           | 4:03  |
| 19 | "Let that Bass Drop" (Itunes Bonus Track) |                           | 4:55  |